# Callicebus hoffmannsi
Callicebus hoffmannsi är en däggdjursart som beskrevs av Thomas 1908. Callicebus hoffmannsi ingår i släktet springapor och familjen Pitheciidae. IUCN kategoriserar arten globalt som livskraftig. Inga underarter finns listade.
Enligt en studie från 2016 bör arten tillsammans med flera andra springapor flyttas till det nya släktet Plecturocebus.
Arten blir 27 till 36 cm lång (huvud och bål), har en 40 till 53 cm lång svans och väger 920 till 1100 g. På hjässan och på huvudets topp förekommer grå till ljusgrå päls. Ansiktet är bara glest täckt med hår så att den svarta huden är synlig. Djuret har en ljusbrun till gulvit krans kring ansiktets lägre delar som fortsätter på strupen. Några delar av kransen kan ha inslag av orangeröd. Ryggen och extremiteternas utsida bär kastanjebrun päls och på undersidan förekommer orangeröd päls. Callicebus hoffmannsi har en svart svans med en vit spets hos några exemplar.
Denna springapa förekommer i centrala Brasilien i delstaterna Amazonas och Pará vid Amazonfloden och några av dess bifloder. Habitatet utgörs främst av skogar. Callicebus hoffmannsi äter blad, frukter, frön och insekter. Liksom andra springapor lever den i små familjegrupper med ett monogamt föräldrapar.